# Alice Calhoun

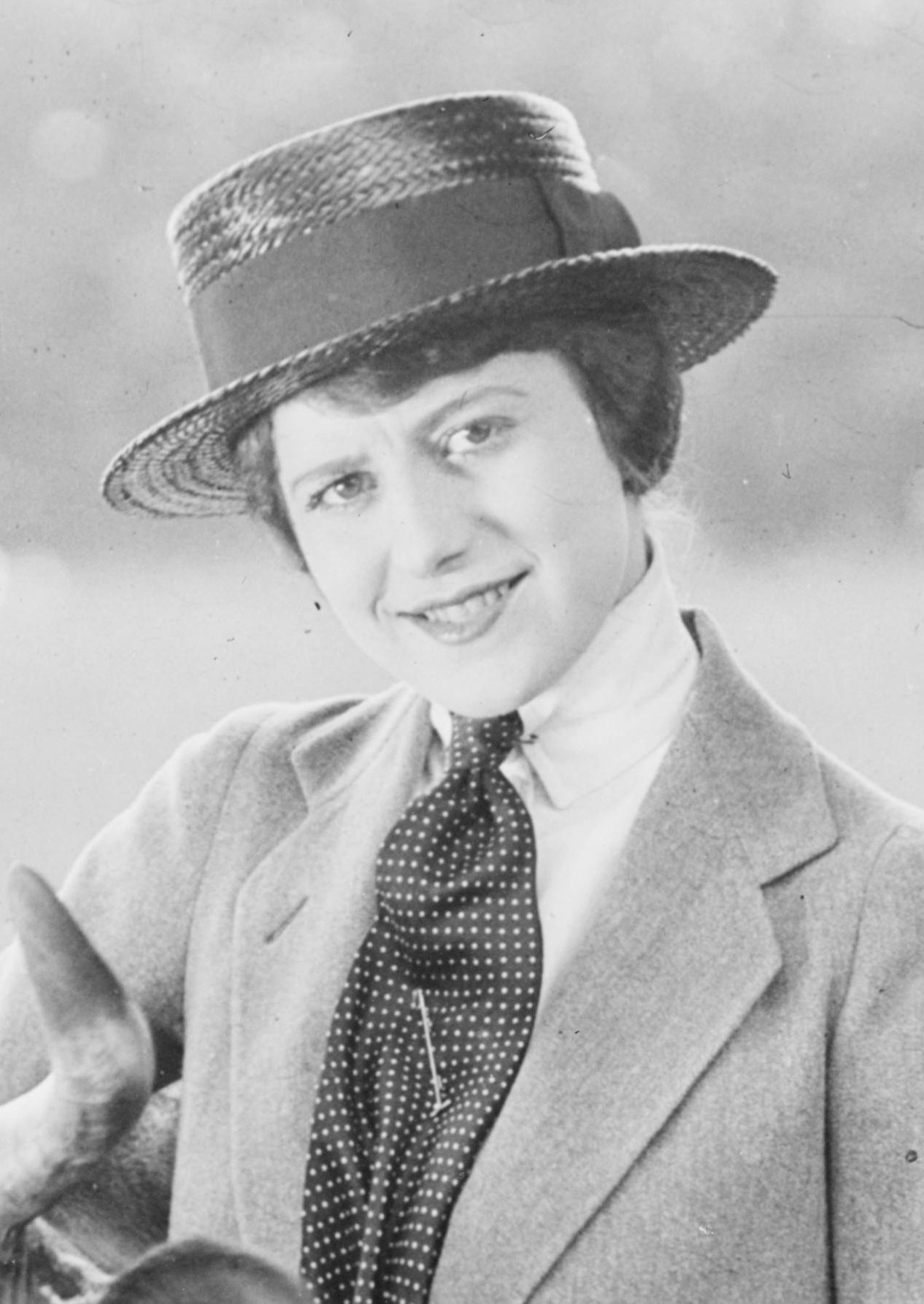
Alice Calhoun

Alice Beatrice Calhoun, född 21 november 1900 i Cleveland, Ohio, död 3 juni 1966 i Los Angeles, Kalifornien, var en amerikansk skådespelare. Hon medverkade i flera stumfilmer.
Calhoun blev en stjärna för Vitagraph Studios i New York och fortsatte sin karriär i Hollywood efter att studion omlokaliserades.
Calhoun gifte sig i maj 1926 med advokaten Mendel Silberberg. Maken ansökte om skilsmässa i juli 1926 och påstod att hustrun hade i hemlighet förlovat sig med en annan man. Det första äktenskapet upplöstes och Alice Calhoun gifte om sig 28 december 1926 med Max Chotiner. Det andra äktenskapet slutade i skilsmässa år 1938.
Calhoun har fått en egen stjärna på Hollywood Walk of Fame på Hollywood Boulevard.